# Austronea
Austronea Mart.-Azorín, M.B.Crespo, M.Pinter & Wetschnig – rodzaj roślin z rodziny szparagowatych. Obejmuje 18 gatunków występujących w Kraju Przylądkowym w Południowej Afryce i w Namibii, gdzie zasiedlają piaszczyste lub gliniaste gleby na równinach lub skalistych zboczach górskich. 
Nazwa rodzaju jest złożeniem łacińskiego przedrostka austro- (południowy) i przyrostka -nea, odnoszącego się do nazwy rodzaju Urginea (współcześnie uznanego za synonim rodzaju drimia).

## Morfologia
PokrójWieloletnie, rośliny zielne.
PędPodziemne cebule, zwykle o zwartych liściach spichrzowych, rzadko luźnych; zewnętrzne liście brązowawe i błoniaste.
LiścieRośliny tworzą od jednego do kilku liści, zwykle ciemnozielonych i skórzastych, okrągłych lub płaskich na przekroju, rzadko fałdowanych, równowąskich do jajowatych lub okrągłych, zwykle gładkich, nagich, rzadziej owłosionych.
KwiatyZebrane w długie, główkowate lub baldachowate grono z długimi szypułkami lub rzadziej w krótki kwiatostan groniasty z krótkimi szypułkami. Zwykle we wczesnej fazie rozwoju kwiatostan jest zwisły, następnie prostuje się w fazie kwitnienia. Szypułki pąków kwiatowych są bardzo krótkie, tworząc wierzchołkowe, zwarte grono, w fazie kwitnienia wydłużają się (rzadko pozostają krótkie). Przysadki lancetowate, ostre, w dolnej części kwiatostanu z ostrogą, od lekko zakrzywionego odosiowo wyrostka do szerokiej ostrogi z wąskim, klapowanym wierzchołkiem. Okwiat pięciocykliczny, trójkrotny, sześciolistkowy, gwiaździsty, wzniesiony, otwierający się po południu i więdnący wieczorem. Pąki kwiatowe zwykle czerwonawe lub brązowozielone. Listki okwiatu położone w dwóch okółkach, zwykle złączone u nasady i tworzące miseczkę, powyżej wolne, rzadziej niemal wolne od nasady i rozpostarte, doosiowo czerwonawe, brązowawe, zielonkawe lub żółtawe, rzadko niemal białe, odosiowo z wyraźnym, ciemniejszym, czerwonawym, brązowawym lub zielonkawym paskiem na środku listka. Sześć pręcików wzniesionych lub rozpostartych, o nitkowatych do spłaszczonych, prostych lub rzadziej zygzakowatych nitkach, zwykle zrośniętych z listkami okwiatu na odcinku, gdzie są one złączone, wyrastających powyżej. Pylniki jajowate do podługowatych lub kulistawych, pękające podłużnie na całej długości. Zalążnia jajowata do podługowatej lub kulistawej, trójgraniasta, brązowa, czerwona lub zielona, niekiedy z białymi plamkami. Szyjka słupka biała, wąska, wzniesiona, prosta lub lekko zakrzywiona, zakończona małym, brodawkowatym, nieznacznie trójgraniastym znamieniem.
OwoceJajowato-kuliste, trójkomorowe torebki, pękające komorowo do nasady, wierzchołkowo z pozostałościami zwiędniętych listków okwiatu, zawierające do 30 czarnych, lśniących, zwykle trójkątnych na przekroju, czworośniennie pofałdowanych i wąsko oskrzydlonych wzdłuż krawędzi nasion.

## Systematyka
Pozycja systematycznaRodzaj z plemienia Urgineeae, podrodziny Scilloideae z rodziny szparagowatych Asparagaceae. Stanowi klad siostrzany dla rodzaju Fusifilum.
Wykaz gatunków
- Austronea acarophylla (E.Brink & A.P.Dold) Mart.-Azorín, M.B.Crespo & A.P.Dold
- Austronea barkerae (Oberm. ex J.C.Manning & Goldblatt) Mart.-Azorín, M.B.Crespo, M.Pinter & Wetschnig
- Austronea chalumnensis (A.P.Dold & E.Brink) Mart.-Azorín, M.B.Crespo & A.P.Dold
- Austronea ciliolata (J.C.Manning & J.M.J.Deacon) Mart.-Azorín, M.B.Crespo, M.Pinter & Wetschnig
- Austronea densiflora Mart.-Azorín, M.B.Crespo & A.P.Dold
- Austronea fimbrimarginata (Snijman) Mart.-Azorín, M.B.Crespo, M.Pinter & Wetschnig
- Austronea grandiflora Mart.-Azorín, M.B.Crespo, M.Pinter & Wetschnig
- Austronea hispidoplicata Mart.-Azorín, M.B.Crespo, M.Pinter & M.Á.Alonso
- Austronea linearis Mart.-Azorín, M.B.Crespo & A.P.Dold
- Austronea marginata (Thunb.) Mart.-Azorín, M.B.Crespo, M.Pinter & Wetschnig
- Austronea olifanta Mart.-Azorín, M.B.Crespo, M.Pinter & M.Á.Alonso
- Austronea papillosa Mart.-Azorín, M.B.Crespo, M.Pinter & M.Á.Alonso
- Austronea patersoniae Mart.-Azorín, A.P.Dold & M.B.Crespo
- Austronea pinguis Mart.-Azorín, M.B.Crespo, M.Pinter & M.Á.Alonso
- Austronea pulchromarginata (J.C.Manning & Goldblatt) Mart.-Azorín, M.B.Crespo, M.Pinter & Wetschnig
- Austronea trichophylla (Mart.-Azorín, A.P.Dold & M.B.Crespo) Mart.-Azorín, M.B.Crespo & A.P.Dold
- Austronea vermiformis (J.C.Manning & Goldblatt) Mart.-Azorín, M.B.Crespo, M.Pinter & Wetschnig
- Austronea virens (Schltr.) Mart.-Azorín, M.B.Crespo, M.Pinter & Wetschnig